# Heterixalus punctatus
Heterixalus punctatus is een kikker uit de familie van de rietkikkers (Hyperoliidae). De soort werd beschreven door Frank Glaw en Miguel Vences in 1994.
De kikker is endemisch in Madagaskar. De soort onder andere voor in nationaal park Andasibe Mantadia en nationaal park Masoala.